# Protoptila dominicensis
Protoptila dominicensis är en nattsländeart som beskrevs av Oliver S. Flint Jr. 1968. Protoptila dominicensis ingår i släktet Protoptila och familjen stenhusnattsländor. Inga underarter finns listade i Catalogue of Life.